# Hornberg
Hornberg település Németországban, azon belül Baden-Württembergben. Lakosainak száma 4256 fő (2023. december 31.).

## Népesség
A település népessége az elmúlt években az alábbi módon változott:
| Lakosok száma | 5078 | 4320 | 4233 | 4318 | 4242 | 4271 | 4256 |
|               | 1975 | 2015 | 2017 | 2019 | 2021 | 2022 | 2023 |

## Közlekedés

### Vasút
A településen halad keresztül a Schwarzwaldbahn vasútvonal.